# 萬雅之
萬 雅之（よろず まさゆき、1975年11月23日 - ）は、日本の俳優。ラッシュアップ所属。兄はSHAZNAメンバーのAOI。

## 来歴
千葉県出身。モデル業を経て、1999年に東海テレビ制作・フジテレビ系列の昼ドラ『愛の流星』への出演でテレビドラマへのレギュラー出演を果たす。2004年には『牡丹と薔薇』で再び同枠のレギュラーキャストに起用された。
2005年、兄のAOI（SHAZNA）が「葵圭介」名義で監督した映画『ガラクタノココロ』に主演し、同作を第7回インディーズムービー・フェスティバル作品グランプリへと導く。
2006年からはテレビ東京・BSジャパン共同制作の2時間ドラマ『信濃のコロンボ事件ファイル』シリーズで主人公の部下・木下刑事役としてレギュラー出演する。2011年に舞台『愛はガツン!』で主演を務めて以降は、舞台作品での主演・準主演も目立っている。
2017年11月、自身がプロデュースを務める総合エンターテインメントレッスンスタジオ「ワイプロエンターテインメント・スタジオ」を東京都千代田区に開講した。

## 人物
- 身長：178cm
- 血液型：O型
- 趣味・特技：ギター、キックボクシング、パソコン（イラスト、グラフィック）
- 資格：運転免許（普通・自動二輪中型）、調理師免許[3]

## 出演

### テレビドラマ

#### NHK
- 大河ドラマ
  - 龍馬伝（2010年） - 戸川信次郎 役
  - 真田丸（2016年） - 前田利長 役
- 連続テレビ小説 おひさま（2011年4月 - 10月） - 中西武伸 役
- 明治維新150年スペシャル 決戦!鳥羽伏見の戦い 日本の未来を決めた7日間（2017年12月30日、NHK BSプレミアム） - 岩倉具視 役
- 歴史秘話ヒストリア「自由は死せず 反骨の政治家 板垣退助」（2019年5月8日） - 片岡健吉 役

#### 日本テレビ
- 火曜サスペンス劇場 警視庁鑑識班6（1998年11月17日）
- DRAMA COMPLEX 松本清張スペシャル・指（2006年2月21日） - 池内広之 役

#### TBS
- 聞かせてよ愛の言葉を（2005年2月 - 4月） - 山下知行 役
- 月曜ミステリー劇場 カードGメン・小早川茜8（2005年4月11日） - 中原浩史 役
- 特命!刑事どん亀 第9話（2006年6月5日） - 榎本純一 役
- 月曜ゴールデン
  - 税務調査官・窓際太郎の事件簿14（2006年8月21日） - 戸田秀雄 役
  - 横山秀夫サスペンス ネタ元（2005年9月5日） - 竹原豊 役
  - 自治会長・糸井緋芽子社宅の事件簿8（2007年2月19日） - 戸田山実 役
  - 萬屋長兵衛の隅田川事件ファイル（2008年11月17日） - 東郷祐介 役
  - 警視庁南平班〜七人の刑事〜2（2010年8月23日） - 水田哲雄 役
  - 万引きGメン・二階堂雪20（2011年5月23日） - 中根 役
  - 警視庁機動捜査隊216 3（2012年12月24日） - 城島篤志 役
  - 北海道警察 笑う警官（2013年7月29日） - 野川三郎 役
  - 捜査指揮官 水城さや3（2015年5月25日） - 大山徹也 役
- 中居正広の金曜日のスマイルたちへ
  - 2時間スペシャル IKKO編（2007年9月7日） - IKKO 役
  - 2時間スペシャル 久米宏編（2017年11月17日） - 久米宏 役
  - 2時間スペシャル YOSHIKI編（2018年3月30日） - YOSHIKIの父 役
  - 2時間スペシャル 浜崎あゆみ編（2019年10月11日） - 松浦勝人 役
  - 2時間スペシャル IKKO編（2020年6月12日） - IKKO 役
  - 2時間スペシャル 郷ひろみ編（2020年10月9日） - 郷ひろみ 役
- 水戸黄門 第40部 第16話「質実剛健わが道を行く・金沢」（2009年11月23日） - 仁木義太郎 役
- ハンマーセッション! 第4話（2010年7月31日） - 早川直樹 役
- 日曜劇場 運命の人 第1話（2012年1月15日） - 藤波記者 役
- 月曜名作劇場 はぐれ署長の殺人急行3（2018年1月22日） - 中里新一 役

#### フジテレビ
- 愛の流星（1999年7月 - 9月） - 二宮純 役
- 金曜エンタテイメント
  - おだまりコンビ2（2000年2月25日） - 辺見彰 役
  - 名司会者・寿鶴子 殺人スピーチ（2005年6月24日） - 春日正敏 役
  - 金田一耕助シリーズ 女王蜂（2006年1月6日） - 日下部達哉 役
- 元カレ 第5話（2003年8月3日） - 伊藤 役
- 牡丹と薔薇（2004年1月 - 3月） - 三上和人 役
- 金曜プレステージ 人情の女刑事 徳大寺操の浅草事件簿（2010年12月24日） - 安西優作 役
- チーム・バチスタ4 螺鈿迷宮 第10話・最終話（2014年3月11日・18日） - 加賀貴広 役

#### テレビ朝日
- はぐれ刑事純情派 第12シリーズ 第7話（1999年5月12日） - 木村伸吾 役
- その男、副署長〜京都河原町署事件ファイル〜 season1 第7話（2006年6月7日） - 工藤 役
- 轟轟戦隊ボウケンジャー 第26話（2006年8月27日） - 王子 役
- テレサ・テン物語〜私の家は山の向こう（2007年6月2日） - 小野 役
- 土曜ワイド劇場
  - 温泉医ぽっかや事件カルテ7（2009年3月21日） - 川島裕介 役
  - 検事・朝日奈耀子8（2009年10月31日） - 黒木勇次 役
  - 温泉若おかみの殺人推理
    - 第22作「花巻温泉郷〜殺人は下校チャイムで始まった!! 白骨死体と駆け落ちした女」（2011年5月28日） - 鈴木隆 役
    - 第28作「札幌定山渓温泉〜スイーツフェアで連続殺人!! 人気パティシエに二重殺人の疑惑!?」（2014年9月13日） - 三上進也 役

  - 監察官・羽生宗一〜毒ハブと呼ばれる男!!4（2016年3月5日） - 五十嵐卓 役
- 京都地検の女
  - 第5シリーズ 第4話（2009年5月14日） - 宮崎威 役
  - 第6シリーズ 第3話（2010年10月28日） - 大林亮二 役
- 実録ドラマスペシャル 女の犯罪ミステリー 福田和子 整形逃亡15年（2016年3月15日） - 芳賀信 役
- 日曜プライム 遺留捜査スペシャル9（2019年12月1日） - 萩原瑛一 役

#### テレビ東京
- 女と愛とミステリー
  - 多摩南署たたき上げ刑事・近松丙吉4（2004年10月13日） - 大友道 役
  - 時効〜特命刑事・徳田左近（2004年12月19日） - 飯田刑事 役
- 水曜ミステリー9
  - 信濃のコロンボ事件ファイル - 木下真司 役
    - 第12作「陰画の構図」（2006年8月16日）
    - 第13作「盲目のピアニスト」（2006年12月13日）
    - 第14作「死あわせなカップル」（2007年4月25日）
    - 第15作「愛するあまり」（2006年10月24日）
    - 第15作「願望の連環」（2008年6月25日）
    - 第17作「遠野殺人事件」（2006年12月17日）
    - 第18作「越天楽が聞こえる」（2009年9月9日）

  - ガンリキ 警部補・鬼島弥一 - 神田一郎 役
    - 第2作「迷走した殺意! 女を騙す疑惑のセレブ殺人事件!」（2012年11月14日）
    - 第3作「疑惑の女! 練炭殺人の完全犯罪!?」（2013年7月10日）

  - 刑事長（2013年4月10日） - 貴船秀彦 役
  - ドクターハート 薮田公介の事件カルテ - 清水真司 役
    - 第1作「政治家の裏金強奪事件が発生!? さらに心臓移植手術を待つ幼き少女の一家が消失!?」（2014年11月19日）
    - 第2作「転落事故!? 消えた目撃者! 手術ミスか…8日間目覚めない夫が残した愛の証」（2016年1月13日）
- 懸賞金〜目撃証言に三千万円を賭けた女〜（2010年3月3日） - 宇佐美刑事 役
- 新春ワイド時代劇 白虎隊〜敗れざる者たち（2013年1月2日） - 神保修理 役
- 回帰 警視庁強行犯係・樋口顕4（2018年12月14日） - 市川敬太 役
- 警視庁強行犯係 樋口顥 Season2 第3話（2022年7月29日） - 前原健司 役

### 映画
- 記憶〜kioku〜（2003年、自主映画）
- ガラクタノココロ（2004年、自主映画）
- 狼少女 〜Day After Tomorrow〜（2005年、オメガプロジェクト） - 木村 役

### 舞台
- ホステス殺人事件（1999年）
- SPARKLIN'（2000年、シアターアプル）
- EXPECTING（2002年、天王洲アイルアートスフィア）
- Natural 2003（2003年、アトリエフォンテーヌ）
- THE 20th ANNIVERSARY（2004年、天王洲アイルアートスフィア）
- 愛はガツン!（2011年4月13日 - 17日、赤坂REDシアター） - 主演・鳴海武志 役
- 士魂-forever（2015年4月29日 - 5月3日、新宿シアターサンモール） - 主演・小野田誠司/沖田総司 役
- 不埒なチェイン（2016年12月8日 - 12日、座・高円寺1） - 矢尾板 役
- 海賊と山賊（2017年1月13日 - 15日、彩の国さいたま芸術劇場小ホール） - 主演・鷹月 役 ※2019年再演
- お菊 ten Plates 〜新説お菊の皿〜（2018年4月20日 - 22日、きゅりあん小ホール） - 清左衛門 役
- みんな仲良く（2018年6月29日 - 7月1日、彩の国さいたま芸術劇場小ホール）

### CM・広告
- EPSON 「カラリオ」
- ナリス化粧品
- GCカード
- 三菱地所レジデンス 「つながる人々篇」
- 第一三共ヘルスケア 「エージーノーズ クール」
- サカゼン（インターネット広告）
- セブン&アイホールディングス
- 新日本製薬 「ヨクイニン錠SH」